# La Florida, Santiago Tuxtla
La Florida är en ort i Mexiko.   Den ligger i kommunen Santiago Tuxtla och delstaten Veracruz, i den sydöstra delen av landet, 400 km öster om huvudstaden Mexico City. La Florida ligger 62 meter över havet och antalet invånare är 215.
Terrängen runt La Florida är platt. Runt La Florida är det ganska tätbefolkat, med 104 invånare per kvadratkilometer. Närmaste större samhälle är Santiago Tuxtla, 15,4 km nordost om La Florida. Omgivningarna runt La Florida är en mosaik av jordbruksmark och naturlig växtlighet.